# Chustki
Chustki is een plaats in het Poolse district  Szydłowiecki, woiwodschap Mazovië. De plaats maakt deel uit van de gemeente Szydłowiec en telt 406 inwoners.